# Knížectví Bidache
Knížectví Bidache (francouzsky La principauté souveraine de Bidache) bylo historickým suverénním ministátem, rozkládajícím se na jihozápadě předrevoluční Francie v podhůří Pyrenejí v letech 1570–1793. Po celou historii své existence bylo ovládáno knížaty z rodu hrabat a vévodů de Gramont. Jeho vládci byli původně vazalové Navarrského království, ovšem tribut platili naposledy roku 1434, ještě před sjednocením Navarry s Francií. Suverenita, vyhlášená jednostranně r. 1570 se týkala území o rozsahu několika málo čtverečních kilometrů.

## Poloha
Knížectví se nacházelo na území dnešního departementu Pyrénées-Atlantiques. Stejnojmenné hlavní město se zříceninou knížecího zámku ze 17. století se nachází zhruba 20 km. východně od přístavu Bayonne. Knížectví nemělo nikdy ve své historii přístup k moři ani společnou hranici s blízkým Španělskem. Rozkládalo se na ploše několika málo kilometrů čtverečních a ze všech stran jej obklopovalo francouzské území. Městečko Bidache má dnes (2012) 1 317 stálých obyvatel.

## Historie

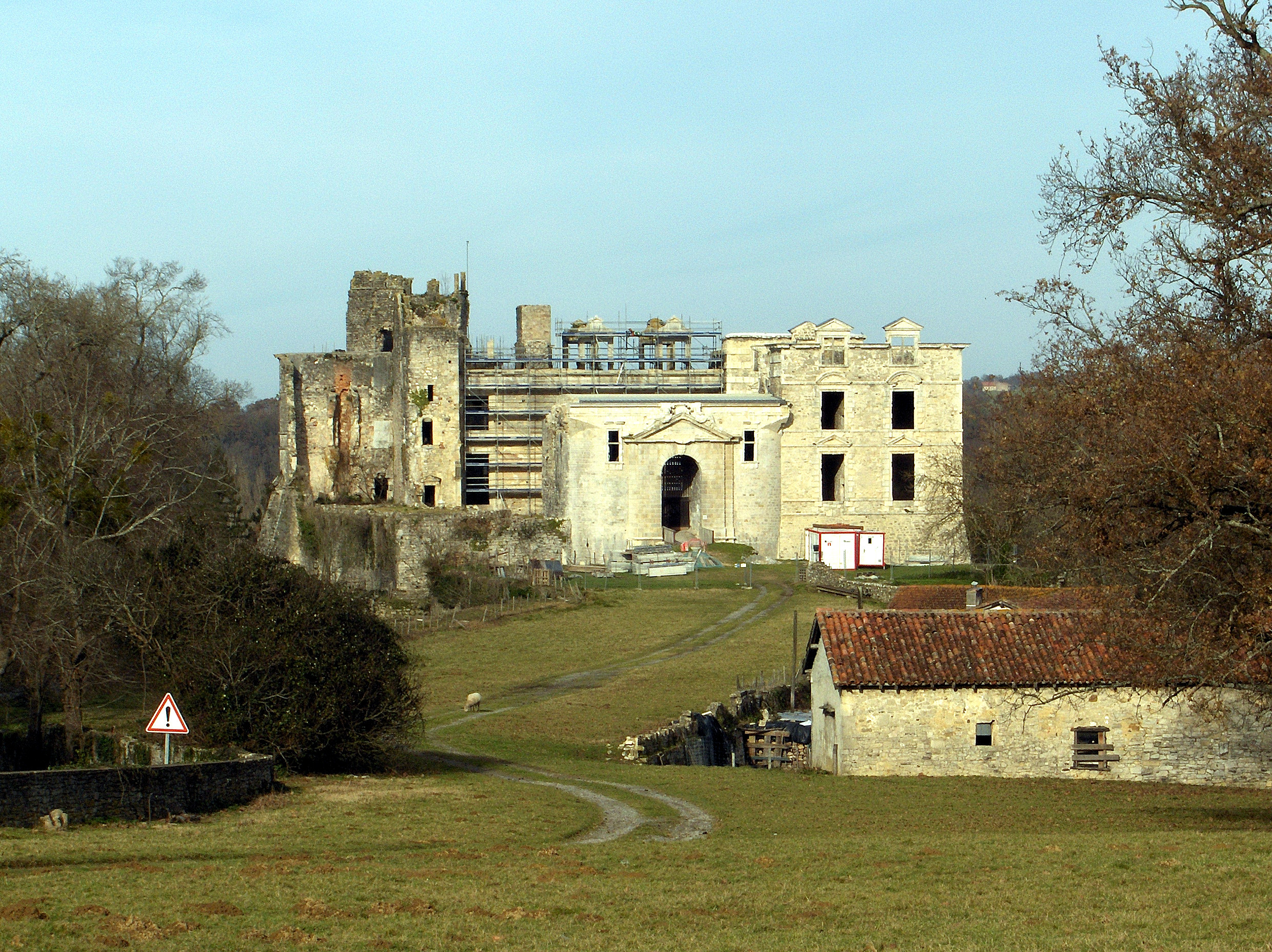
Zříceniny sídelního zámku Château de Bidache

Toto suverénní knížectví bylo vyhlášeno 21. října 1570 hrabětem Antoinem I. de Gramont, starostou v Bayonne. Důvody, které k tomu vedly, byly stejně kuriózní jako existence knížectví sama. Antoine byl totiž francouzskými soudy obviněn z vraždy vlastní manželky a před trestem francouzské Koruny a soudů se nemohl ukrýt na žádném ze svých rozsáhlých šlechtických statků, ale pouze mimo oblast královské moci. 6. dubna 1575 nechal novopečený kníže sepsat první státní zákoník. Knížectví však nebylo, na rozdíl od jiných trpasličích států států v obvodu Francie (tzv. „království Yvetot“, knížectví Henrichemont, Knížectví oranžské) nikdy uznáno francouzskými panovníky ani jako suverénní stát ani jako knížectví. To však nebránilo jeho vladařům ve výkonu všech svrchovaných panovnických práv. Antoinův vnuk, kníže Antoine II. se koncem 16. století dokonce nechával „z rozmaru“ oslovovat „Vaše Veličenstvo“, kterýžto predikát jinak příslušel jen francouzskému králi. V té době navíc existenci knížectví nepřímo uznal i král Jindřich IV., který se v jednom svém výnosu zmiňuje o „vládci nad zemí Bidache“.
Mlčky tolerovaná nezávislost pokračovala i v dalších dvou staletích, r. 1631 si kardinál Richelieu velmi stěžuje na Bidache jako na „přístav zlodějů“ a „Jidášovstvo“. Je pravdou, že v knížectví Bidache vždy nacházeli své útočiště ti, jejichž pobyt ve Francouzském království se stal z různých důvodů nebezpečným. I ona funkce útočiště kriminální živlů a bezzubost královské justice jsou důkazem de facto, potvrzujícím suverenitu knížectví. Titul suverénního knížete z Bidache navíc později využívali vévodové de Gramont jako politickou zbraň v boji s tzv. zahraničními knížaty v rámci nekonečných dvorských sporů o postavení a privilegia.
Nezávislost knížectví byla de jure ukončena za Francouzské revoluce. Král Ludvík XVI. vydal r. 1790 dekret, který zahrnoval knížectví Bidache do nově vytvořeného departementu Basses-Pyrénées. Protože poslední suverénní kníže, Antoine VII., vévoda de Gramont, se odmítl podvolit, bylo Bidache r. 1793 obsazeno armádou. Sídelní zámek knížectví ještě nějakou dobu sloužil jako špitál, než byl v roce 1796 vypálen.

## Přehled vládnoucích knížat z Bidache

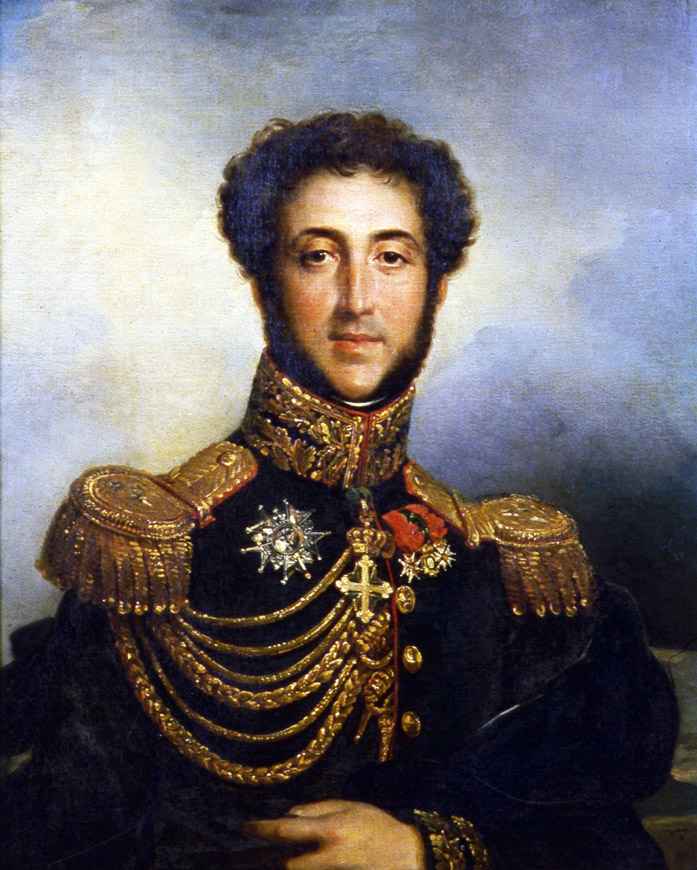
Antoine IX., vnuk posledního vládnoucího knížete (kolem roku 1823)

- 1570–1576 Antoine I., hrabě de Gramont (1526–1576)
- 1576–1580 Philibert, hrabě de Gramont (1552–1580)
- 1580–1644 Antoine II., vévoda de Gramont (1572–1644)
- 1644–1678 Antoine III., vévoda de Gramont, maršál Francie (1604–1678)
- 1678–1720 Antoine IV., vévoda de Gramont, vévoda de Guiche, místokrál navarrský (1641–1720)
- 1720–1725 Antoine V., vévoda de Gramont, vévoda de Guiche, maršál Francie (1672–1725)
- 1725–1741 Antoine VI., vévoda de Gramont, vévoda de Guiche, vévoda de Lesparre (1688–1741)
- 1741–1745 Louis I., vévoda de Gramont, vévoda de Guiche, vévoda de Lesparre (1689–1745)
- 1745–1793 Antoine VII., vévoda de Gramont, vévoda de Guiche, vévoda de Lesparre (1722–1801)[2]